# 建安 (漢)
建安（けんあん）は、後漢の献帝（劉協）の治世に行われた3番目（永漢を除く）の元号。196年 - 220年。

## 出来事
建安25年は3月に改元されて延康元年となった。ただし、蜀漢と呉では延康の正統性を認めず、蜀漢は建安を26年（221年）まで、呉は27年（222年）まで使った。

## 来歴
- 元年
  - 元年1月 : 献帝、安邑にて建安と改元。曹操、献帝を迎えようとするが董承に撃退される。
  - 元年7月 : 献帝、楊奉、韓暹に連れられ洛陽に帰還。
  - 元年8月 - 9月 : 献帝、董承と曹操に従い許昌に遷都する。
  - 元年10月 : 曹操、楊奉を討つ。曹操、司空、車騎将軍になる。袁紹、大将軍になる。屯田制開始される。
  - 元年 : 劉備、呂布に徐州を奪われる。張済、戦死する。
- 2年 : 曹操、張繡に敗れる。袁術、寿春で帝号を僭称する。孫策、袁術より自立する。曹操、陳において袁術を討つ。郭汜、部下に殺害される。
- 3年 : 曹操、軍師祭酒を設置する。李傕、献帝の追討軍に斬られる。曹操、徐州の下邳で呂布を討つ。張楊、部下に殺害される。
- 4年 : 袁術、病死。劉勲、孫策に敗れる。袁紹、公孫瓚を討つ。
- 5年 : 曹操、董承らを処刑、徐州で反逆した劉備を討つ。官渡の戦いで袁紹を破る。孫策が死去し、孫権が後を継ぐ。鄭玄、死去。
- 7年 : 袁紹、病死する。袁尚と袁譚、後継者を巡り争う。
- 9年 : 曹操、鄴を攻略し、冀州牧となる。高幹と匈奴呼廚泉、曹操に臣従する。公孫度、病死し、公孫康が継ぐ。
- 10年 : 曹操、袁譚を斬る。黒山賊の張燕、曹操に降伏する。三郡の烏丸が征伐される。
- 11年 : 曹操、反逆した高幹を破り、并州を平定。曹操、運河を築く。
- 12年 : 曹操、烏丸を征討し、蹋頓単于を斬る。公孫康、袁尚・袁煕を斬り、首級を曹操に送り臣従する。劉備、「三顧の礼」により諸葛亮を招く。蔡琰、帰国する。
- 13年
  - 13年1月 : 曹操、三公を廃止して丞相を設置、自ら丞相となる。
  - 13年7月: 曹操、荊州に侵攻。
  - 13年8月: 孔融、曹操に処刑される。劉表、病死。劉琮は降伏。劉備は劉琦を頼り逃走。
  - 13年12月 : 赤壁の戦い。周瑜の活躍により、劉備・孫権連合軍、曹操を破る。馬騰、入朝する。
- 14年 : 劉琦、病死。
- 15年 : 曹操、銅雀台を築く。周瑜、病死。劉備、荊州の大半を支配。孫権、士燮を服属させ、交州を支配。
- 16年 : 曹操、潼関にて馬超・韓遂を討ち、関中を平定する。劉備、益州に迎えられる。
- 17年 : 曹操、再び孫権を征討する（濡須口の戦い）。夏侯淵、馬超達の残党を掃討する。馬超、涼州で羌氐と再び蜂起し、韋康を殺す。夏侯淵は退けられる。
- 18年 : 孫権、曹操に和睦を請い臣従する。曹操、魏公となる。馬超、造反により拠点を失い、漢中へ逃れる。
- 19年 : 馬超、劉備に降る。劉備、劉璋を攻めて益州を領有する。孫権、曹操と戦う（皖城の戦い）。伏皇后、廃立される。夏侯淵、宋建を討つ。
- 20年 : 曹操、娘を皇后とする。韓遂、死亡。その首級が曹操の下へ届けられる。曹操、五斗米道の張魯を討ち、漢中を平定する。曹操、氐を再び討ち、巴郡も平定する。孫権、劉備・関羽と荊州を争うが和睦する。曹操、孫権と再び戦う（合肥の戦い）。六等級の爵位制度が始まる。
- 21年 : 曹操、魏王に封じられる。代郡の烏丸が服属する。呼廚泉、入朝する。曹操、孫権と再び戦う（濡須口の戦い）。
- 22年 : 孫権、曹操と和睦する。疫病が大流行し、王粲らが病死する。劉備、下弁で曹洪と戦う。
- 23年 : 吉丕の乱。
- 24年 : 侯音の乱。関羽、北上し曹仁と戦う。劉備、定軍山で夏侯淵を斬り、漢中を領有。漢中王を号す。孫権、関羽を斬り、荊州を奪う。

## 西暦・干支との対照表
| 建安 | 元年  | 2年   | 3年   | 4年   | 5年   | 6年   | 7年   | 8年   | 9年   | 10年  |  |
| 西暦 | 196年 | 197年 | 198年 | 199年 | 200年 | 201年 | 202年 | 203年 | 204年 | 205年 |  |
| 干支 | 丙子  | 丁丑  | 戊寅  | 己卯  | 庚辰  | 辛巳  | 壬午  | 癸未  | 甲申  | 乙酉  |  |
| 建安 | 11年  | 12年  | 13年  | 14年  | 15年  | 16年  | 17年  | 18年  | 19年  | 20年  |  |
| 西暦 | 206年 | 207年 | 208年 | 209年 | 210年 | 211年 | 212年 | 213年 | 214年 | 215年 |  |
| 干支 | 丙戌  | 丁亥  | 戊子  | 己丑  | 庚寅  | 辛卯  | 壬辰  | 癸巳  | 甲午  | 乙未  |  |
| 建安 | 21年  | 22年  | 23年  | 24年  | 25年  | 26年  | 27年  |       |       |       |  |
| 西暦 | 216年 | 217年 | 218年 | 219年 | 220年 | 221年 | 222年 |       |       |       |  |
| 干支 | 丙申  | 丁酉  | 戊戌  | 己亥  | 庚子  | 辛丑  | 壬寅  |       |       |       |  |